# Korarou
Korarou is een gemeente (commune) in de regio Mopti in Mali. De gemeente telt 3400 inwoners (2009).